# جيرمان بوش
كان جيرمان بوش (بالإسبانية: Germán Busch Becerra) (و. 1904 – 1939 م) ضابطًا عسكريًا بوليفيًا ورجل دولة شغل منصب الرئيس السادس والثلاثين لبوليفيا من 1937 إلى 1939. شغل قبل رئاسته منصب رئيس هيئة الأركان العامة وكان القائد الأعلى لفيلق المحاربين القدامى، وهي منظمة للمحاربين القدامى أسسها بعد خدمته في حرب تشاكو.
وُلد بوش إما في إل كارمن دي إيتينيز أو سان خافيير وترعرع في ترينيداد. التحق بالكلية العسكرية للجيش وخدم بامتياز في حرب تشاكو. ترقى إلى مكانة بارزة ضمن القيادة العليا للقوات المسلحة بفضل أفعاله، إذ شارك في الإطاحة التي قادها الجيش بالرئيسين دانيال سالامانكا في 1934 وخوسيه لويس تيجادا سورزانو في 1936. دفعت الأخيرة معلمه، الكولونيل ديفيد تورو، إلى رئاسة المجلس العسكري الذي كان بوش عضوًا فيه. في 13 يوليو 1937، نظّم بوش انقلابًا ناعمًا أجبر تورو على الاستقالة، ورفع نفسه لرئاسة المجلس العسكري.
قاد بوش، بطل الحرب الذي جذبته الحركات الاجتماعية الإصلاحية في ذلك الوقت، تطوير أيديولوجية تورو الاشتراكية العسكرية، وعقد المؤتمر الوطني في 1938 الذي انتخبه قانونيًا رئيسًا وأصدر الدستور السياسي في 1938 الذي أُشيد به باعتباره «دستورًا اجتماعيًا» لأنه أسس حق الدولة في الثروة الطبيعية للبلاد ولمّح إلى الوظيفة الاجتماعية للمُلكية واعترف بالأراضي المشاعية للبوليفيين الأصليين. مع ذلك، فإن قلة خبرته السياسية وتعوده على الهيكل العسكري الصارم أضعفا من قدرته على قيادة الفصائل المتباينة للحركات اليسارية وقاداه في نهاية المطاف إلى تعليق المجلس التشريعي وإعلان الحكم الديكتاتوري في 1939. خلال هذا الوقت، أصدر وفرة من المراسيم التنفيذية منها قانون العمل والمدارس الجديد وقانون التعدين، والذي أثبت أنه الأكثر شعبية بين سياساته على الرغم من أنه جلب عليه غضب الروسكا، أوليغاركية التعدين القوية في البلاد.
بحلول نهاية عام 1939، أدى الضغط من الأحزاب المحافظة المتجددة وفضيحة فساد والاكتئاب الشخصي المتزايد إلى انتحار بوش في 23 أغسطس 1939، ما وضع حدًا لعصر الاشتراكية العسكرية في بوليفيا. كان شخصيةً غامضة آتيةً من خارج الفضاء السياسي تلفها الأسطورة والجدل حتى فيما يخص مسقط رأسه. لا تزال وفاته المفاجئة وغير المتوقعة في منصبه موضع خلاف فيما إذا كانت انتحارًا أو اغتيالًا.

## النشأة وتعليمه
وُلد جيرمان بوش في 23 مارس 1903. كان الخامس بين ستة أطفال ولدوا لبابلو بوش ويسنر، وهو طبيب ومهاجر ألماني من مونستر، وراكيل بيسيرا فيلافيسينسيو، وهي بوليفية من أصل إيطالي من ترينيداد. وُلد أطفالهما في مناطق مختلفة من البلاد بسبب الرحلات المتكررة للعائلة، ما جعل من مكان ولادة بوش الدقيق مصدرًا للخلاف التاريخي. يشير بعض المؤرخين إلى سان خافيير في مقاطعة نويفلو دي شافيز التابعة لإدارة سانتا كروز، بينما يشير آخرون إلى إل كارمن دي إيتينيز، وهي مستوطنة في مقاطعة إيتينيز التابعة لإدارة بني الشمالية.
أكد المؤرخ رولاندو رودا بوش، حفيد شقيق جيرمان الأصغر كارلوس، أن بوش وُلد في سان خافيير في سانتا كروز، مسلطًا الضوء على وثيقتين تاريخيتين لإثبات ادعائه. أولهما شهادة معمودية بوش الصادرة في 25 أغسطس 1903 في سان خافيير. والثانية وصية بابلو بوش، مكتوبة «بيده» بحضور كاتب عدل وسبعة شهود، والتي يضع في سندات الميراث فيها أسماء جميع أولاده مع مكان ولادة كل منهم.
يؤكد المؤرخ روبرت بروكمان أن هذه الوصية غير صحيحة، ليس ذلك نتيجة لخبث من جانب بابلو بوش، بل بسبب حقيقة أنها كتبت في حضرة الموت إذ كان بوش ويسنر على وشك الموت بعد أن رُمي بسهم. يشير بروكمان إلى ادعاء والدة بوش راكيل بيسيرا بالإضافة إلى شهادات محلفة جمعها المؤرخان روجرز بيسيرا وأرنالدو ليجيرون. فوفقًا لهذه الشهادات، ولد بوش في مزرعة «لا بامبيتا» في إل كارمن في بني عندما كانت العائلة تبحر في نهر ريو بلانكو في طريقها إلى سان خافيير. كانت العائلة تواصل الإبحار في النهر من هناك حتى وصلت إلى أوروبيشا، وتابعت بالعربة إلى أسينسيون دي غوارايوس ثم إلى سان خافيير، حيث عُمّد. وفقًا للمهندس والمؤرخ رودولفو بينتو بارادا فإن هذا الطريق يفسر التباين الزمني بين ولادة بوش في مارس ومعموديته في أغسطس.
بغض النظر عن الخلاف حول الموقع، تتفق كلا الروايتين على أن سنة ميلاد بوش كانت في 1903 كما وثقها بروكمان أول مرة. وضع التأريخ السابق ميلاده في 23 مارس 1904، أي بعد عام كامل من الولادة. بعد أسابيع قليلة من ولادة بوش، تخلى بابلو بوش عن العائلة وعاد إلى ألمانيا بينما انتقلت راكيل بيسيرا مع أطفالها إلى مسقط رأسها ترينيداد حيث قضى بوش معظم طفولته. التحق بمدرسة 6 أغسطس الوطنية التي طُرد منها في سن السادسة عشرة بسبب شجار جسدي مع المدير، أغوستين ريفيرو، نتيجة لعلاقة حب بينه وبين زميلة له.

## مسيرته العسكرية
نظرًا إلى إرادته وقدرته البدنية، قررت أسرته أن يلتحق بالكلية العسكرية للجيش في لاباز، وأمّن له صهره صموئيل أفيلا ألفارادو شهادات حسن السلوك اللازمة من أجلها. شارك بوش في مسابقة سباحة في بلدة لوما سواريز كي يسافر إلى لاباز، وفاز بالمركز الأول واستخدم الجائزة المالية لتأمين مكان له ولأصدقائه الثلاثة، سيفرينو ريوخا أبونتي وإرنستو ويندي كامارغو وسيرجيو ريبيرا، على متن قارب بخاري. أبحرت المجموعة في النهر إلى تودوس سانتوس حيث تابعوا على متن البغال عبر كوتشابامبا إلى لاباز، ليصلوا في ديسمبر 1921. دخل الكلية العسكرية للجيش وهو في سن الثامنة عشرة في 16 يناير 1922.

### الكلية العسكرية للجيش
في حين أن بوش برع في ممارسة الرياضة البدنية والتدريب، إلا أنه واجه تحديًا بسبب الجوانب الهيكلية للحياة العسكرية، خاصة فيما يتعلق بالانضباط والدراسة المركزة. وصف زميله الطالب العسكري ألفونسو أرانا غاندارياس بوش بأنه «رجل مزاجي وعنيف ينتقل من حالة عاطفية إلى حالة غاضبة». تجلت هذه المشاعر في نهاية المطاف في ميل بوش مدى الحياة نحو الانتحار. خلال إقامته في الكلية العسكرية، حاول بوش إنهاء حياته مرتين. حدثت المحاولة الأولى خلال أحد الفصول الدراسية التي رسب فيها بمادتين أو ثلاث مواد، ما دفعه إلى محاولة الانتحار ببندقيته، والتي، كما نقل أفيلا، «مُنعت بصعوبة كبيرة من قبل زملائه». جاء الحدث الثاني خلال حفلة أحد الطلاب، عندما كاد بوش أن يتلاطم مع طالب آخر يدعى غييرمو إسترادا. في أثناء فصلهما عن بعضهما البعض، تمكن بوش من سحب مسدسه، موجهًا إياه نحو صدغه، قبل أن يمنعه ضيوف الحفلة الآخرون من إطلاق النار.
تخرج بوش من الكلية العسكرية في 4 يناير 1927 برتبة ملازم ثان وعُين في فوج المشاة كامبيرو. أدى عدم اهتمامه باستخدام المدافع الرشاشة الثقيلة وميله نحو الشجار مع الضباط الآخرين إلى إعادة تعيينه بعد ستة أسابيع في فيلق كارابينروس في كوباكابانا. خلال هذا الوقت، قُدم بوش إلى الكابتن ديفيد تورو الذي بنى معه علاقة جيدة، ما دفع تورو إلى طلب نقل الملازم الثاني إلى فوج فرسان إنغافي في فياتشا الذي كان يقوده. سمح هذا لتورو بجعل بوش ربيبًا له.